# Иванова, Елена Семёновна
Елена Семёновна Иванова (1922-2015) — звеньевая семеноводческого совхоза «Сибиряк» Министерства совхозов СССР Тулунского района Иркутской области, Герой Социалистического Труда (1948).

## Биография
Трудовую деятельность на сушилке Елена Семёновна Иванова начала в 15 лет в известном на всю Иркутскую область совхозе «Сибиряк» (1937 г) . В период Великой Отечественной войны Домницкая стала работать трактористкой и за самоотверженный и ударный труд была награждена медалью «За доблестный труд в Великой Отечественной войне 1941—1945 г.г.».
В 1948 году Е. С. Домницкая (в замужестве — Иванова) получила урожай ржи 30,25 центнеров с гектара на площади 10 гектаров. Согласно Указу Президиума Верховного Совета СССР от 3 мая 1948 года Елене Семёновне Ивановой было присвоено звание Героя Социалистического Труда.